# Arthur Hill Gillmor
Pour les articles homonymes, voir Gillmor.
Arthur Hill Gillmor (1824-1903) est un agriculteur et un homme politique canadien du Nouveau-Brunswick.

## Biographie
Arthur Hill Gillmor est né le 12 mars 1824 à Saint-George au Nouveau-Brunswick. Il se marie et a quatre enfants, dont Daniel Gillmor, futur sénateur. Tout en étant agriculteur, il s'intéresse à la politique et est élu député libéral du Comté de Charlotte en 1854 à l'Assemblée législative du Nouveau-Brunswick, puis réélu en 1856, 1857 et 1861.
Après la création de la Confédération du Canada, il se présente en 1872 pour le siège de député fédéral de la circonscription de Charlotte. Il est battu mais gagne l'élection suivante et est élu le 22 janvier 1874, puis réélu en 1878, 1882, 1887 et 1891, mais est défait en 1896.
Arthur Gillmor est ensuite nommé sénateur le 2 avril 1900 sur avis de Wilfrid Laurier et le reste jusqu'à sa mort, le 13 avril 1903.